# 高嶺朝教
高嶺 朝教（たかみね ちょうきょう、1869年2月6日（尚泰21年12月25日） - 1939年（昭和14年）1月12日）は、沖縄県出身の実業家、政治家。同県選出初の衆議院議員の一人。向氏高嶺家十一世。

## 経歴
首里山川村（現那覇市首里山川町）で、高嶺家十世・高嶺朝長の長男として生まれる。1882年に第1回県費留学生として上京し、学習院、慶應義塾で学ぶ。
1893年9月、尚順、太田朝敷らと協力して『琉球新報』を創刊。1900年、尚家の出資を元に沖縄銀行の設立に参画して頭取に就任。1909年、第1回沖縄県会議員選挙に出馬して当選し、初代県会議長に就任。同年6月28日から1912年5月20日まで務めた。同年同月、沖縄県最初の衆議院議員選挙（第11回総選挙）に立憲政友会公認で出馬し、最高得票で当選。しかし、1914年8月1日、衆議院議員を辞職した。これは、反政友会の大味久五郎沖縄県知事の干渉によるといわれている。
その他、首里市長、沖縄電気取締役などを務めた。

## 親族
- 長男 高嶺朝光（ジャーナリスト、沖縄タイムス社長）[6]